# Урак-лавой
Урак-лавой (малайск. Orang Laut) — народ, живущий на островах Пхукет, Пхи-Пхи, Джам, Ланта, Булон, Лайп, Аданг, на Адангском архипелаге, неподалёку от западного побережья Таиланда. Они известны под многими названиями, в том числе орак-лавой, лавта, чао-талай, чаонам и лавой.
Почти шеститысячный народ говорит на языке, тесно связанном с малайским, но подвергнувшемся сильному влиянию тайского. Народность урак лавой относится к морским цыганам (по-тайски «чао лех»). Их традиционный образ жизни в последнее время подвергается большим изменениям в связи с приходом рыночной экономики и открытием национального парка Тарутао.